# Fort de Vaux
Pour les articles homonymes, voir Vaux.
Le fort de Vaux, appelé brièvement fort Dillon, est situé sur les communes de Damloup et de Vaux-devant-Damloup, près de Verdun, dans la Meuse (France). Il est construit de 1881 à 1884 dans le cadre du système Séré de Rivières et renforcé en 1888. Il est l'un des hauts lieux de la bataille de Verdun en 1916.
Le fort est désarmé en 1915 par un décret qui dégarnit aussi le fort de Douaumont, c'est donc un ouvrage sans armement lourd dont la tourelle de 75 mm a explosé dès février 1916 à la suite du pilonnage des obusiers allemands. Le 6 mars 1916, les Allemands attaquent, le village tombe le 2 avril mais le fort tient. Du 2 au 7 juin 1916, grâce à l'héroïsme du commandant Raynal et de sa garnison, le fort résiste à la 50e division allemande mais, après de très durs combats, les défenseurs doivent finalement se rendre. Les Allemands échouent cependant à prendre Verdun et, à l'automne, ils abandonnent le fort de Vaux qui est repris par les troupes françaises dans la nuit du 2 au 3 novembre 1916.
Le fort de Vaux devient alors l'un des symboles des combats des poilus de la Première Guerre mondiale animés par le sens du devoir jusqu'à l'ultime sacrifice.

## Historique de la construction
Le fort est construit de 1881 à 1884 en maçonnerie ordinaire. En 1886, la caserne est renforcée au moyen d'une carapace de béton de ciment de 2,25 m d'épaisseur, séparée des maçonneries par une couche de sable de 1 m.
Par le décret du 21 janvier 1887, le ministre de la Guerre Georges Boulanger renomme tous les forts, batteries et casernes avec les noms d'anciens chefs militaires. Pour le fort de Vaux, son nom Boulanger est en référence à un des généraux de la famille Dillon, le général Arthur Dillon. Le nouveau nom est gravé au fronton de l'entrée. Dès le 13 octobre 1887, le successeur de Boulanger au ministère, Théophile Ferron, abroge le décret. Le fort reprend officiellement son nom précédent, tout en gardant le nom Boulanger à son fronton.

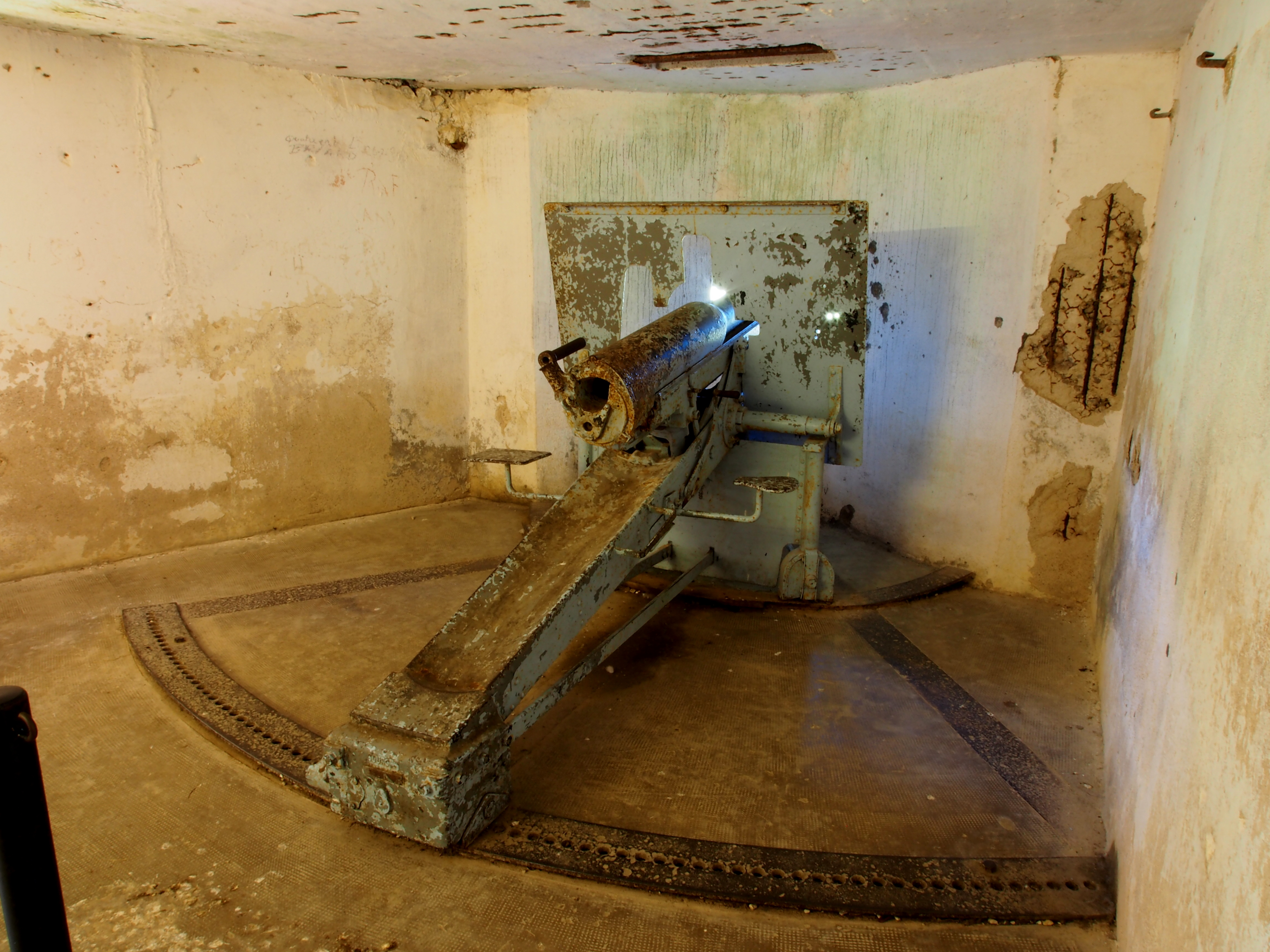
Canon de 75 mm dans une des deux casemates de Bourges du fort de Vaux.

De 1904 à 1906, sont installés une tourelle de 75 mm avec son observatoire en capitale à droite et à gauche, deux observatoires cuirassés et trois coffres en contrescarpe : un coffre double nord-ouest, un coffre simple nord-est et un coffre simple flanquant la gorge. Les deux premiers coffres sont reliés au massif de l'observatoire voisin au moyen de communications bétonnées passant sous les fossés et recouvertes d'une dalle en béton armé de 1,25 m d'épaisseur. Les observateurs ne sont pas, à ce moment, reliés à la caserne bétonnée. Deux casemates de Bourges sont construites, armées chacune de deux canons de 75 mm : celle de gauche battant les abords du fort de Douaumont, les ravins de la Fausse-Côte, de la Caillette et du Bazil ainsi que le bois de la Caillette ; celle de droite battant les directions de la batterie de Damloup, les villages de Damloup et d'Abaucourt.

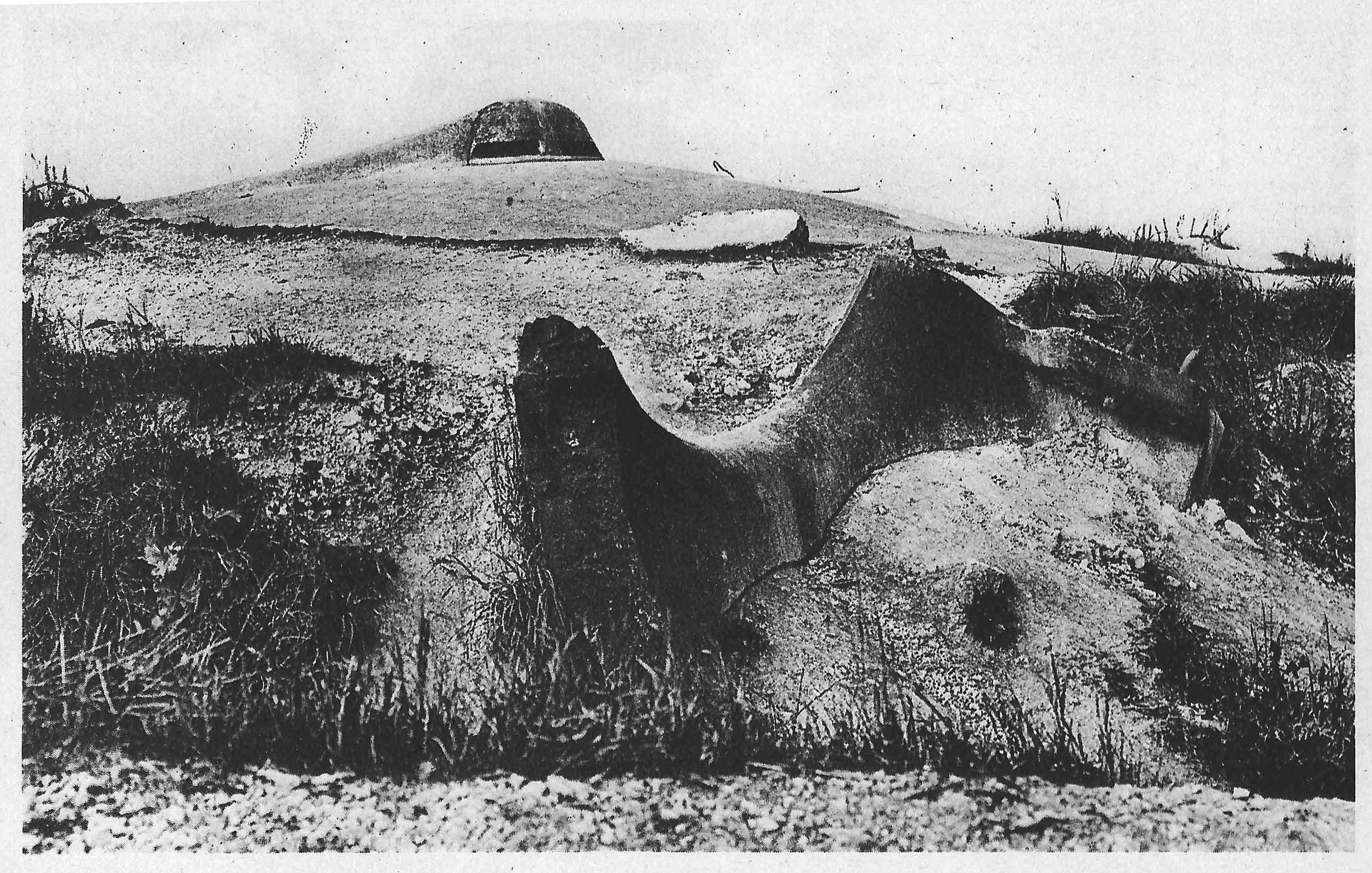
Observatoire d'artillerie face à la Woëvre.

De 1910 à 1912, les communications bétonnées sont complétées, de façon à relier la caserne bétonnée à tous les organes du fort. Cette caserne peut abriter 150 hommes. Le fort dispose de deux citernes en sous-sol.
Le fort de Vaux est classé monument historique le 25 novembre 1970.

## L’attaque du fort de Vaux (2-7 juin 1916)

### Dispositions de l’armée allemande

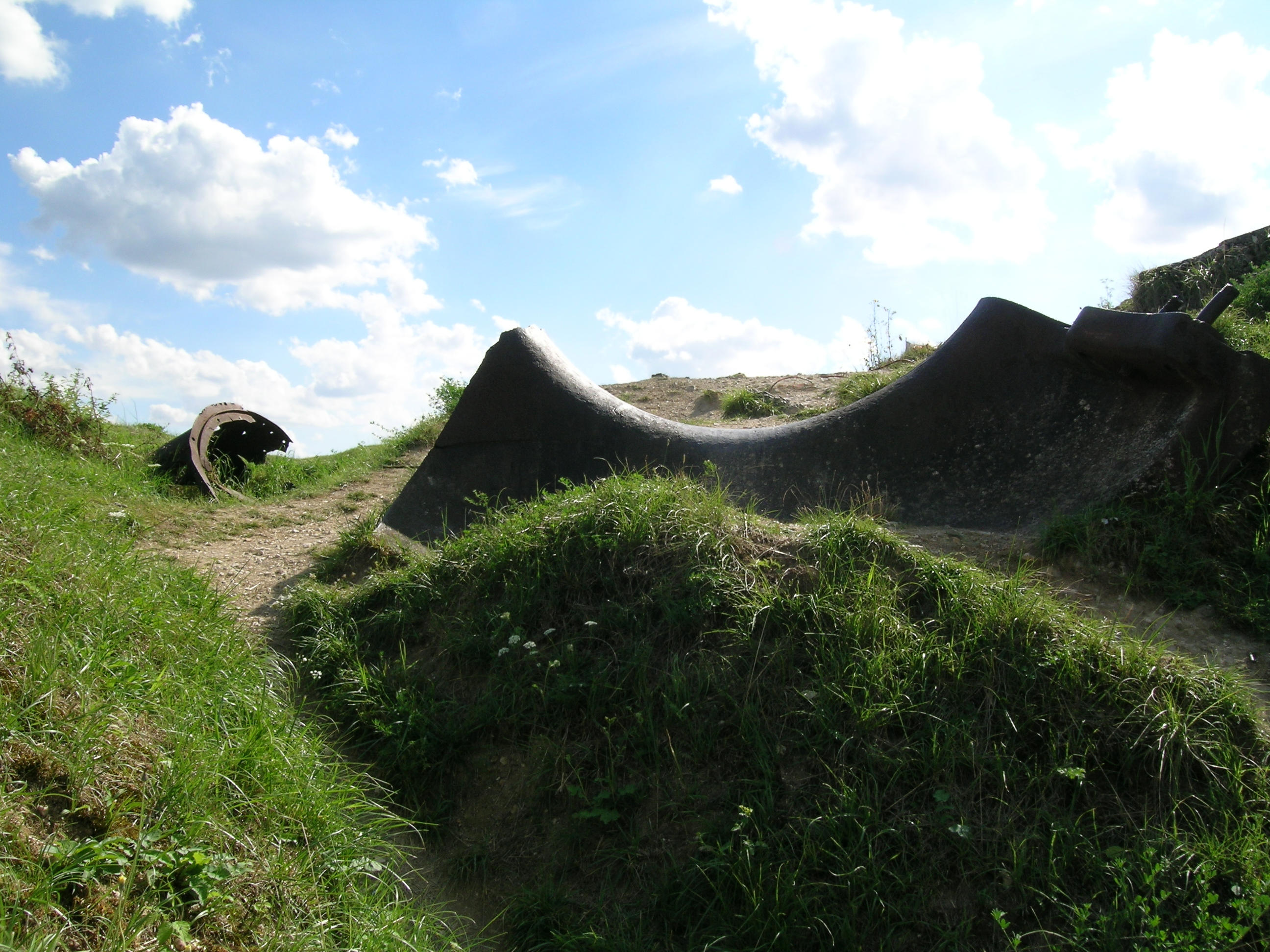
Morceaux de la tourelle de 75 mm détruite le 26 février 1916.

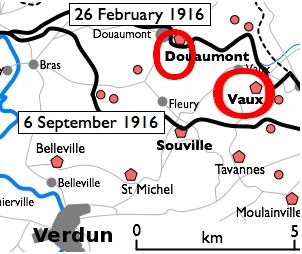
Positions du fort de Vaux et du fort de Douaumont (les lignes noires indiquent les positions allemandes lors de la bataille de Verdun en 1916).

À la fin du mois de mai 1916, les Allemands contiennent et écrasent la contre-attaque française sur la rive droite de la Meuse, tandis que sur la rive gauche leur propre offensive progresse : ils sont enfin parvenus à prendre le contrôle de la cote 304 et du Mort-Homme. L'opération suivante doit leur permettre d'atteindre les positions d'où ils pourront lancer l'assaut final sur la ville de Verdun : les objectifs sont l'ouvrage de Thiaumont, Fleury-devant-Douaumont, ainsi que les forts de Souville et de Vaux.
Cinq divisions — provenant du 1er corps bavarois, du 10e et du 15e corps de réserve — sont désignées pour mener l'offensive qui débute le 1er juin. L'attaque de Vaux est planifiée pour le quatrième jour de l'offensive mais, le 15e corps de réserve ayant atteint tous ses objectifs dès le 1er juin, l'assaut sur le front démarre dès le lendemain, 2 juin.

### Le fort de Vaux au début de la bataille
Le fort de Vaux est plus petit que celui de Douaumont. Lorsque le 24 février, l'ordre est donné de se préparer à l'évacuation de la rive droite de la Meuse, des charges de démolition, placées depuis 1915, sont armées afin de pouvoir faire sauter l'ouvrage à tout moment mais deux jours plus tard, un obus de 420 mm pénètre dans le fort et détruit la pièce où sont entreposés les détonateurs. Un autre obus frappe la tourelle de 75 mm, toujours garnie de ses charges de démolition, provoquant une énorme explosion qui prive le fort de ses derniers canons ; ses quatre autres canons de 75 mm — répartis dans deux casemates de Bourges — ayant été retirés en 1915, la garnison les a remplacés par des mitrailleuses.
En 1916, le fort de Vaux est commandé par le commandant Raynal, âgé de 49 ans, qui a commencé la guerre à la tête du 7e régiment de tirailleurs algériens. Il est blessé à l'épaule par une balle de mitrailleuse en septembre 1914 puis grièvement blessé en décembre lorsque son poste de commandement est touché de plein fouet par un obus. Après dix mois d'hospitalisation, le commandant Raynal revient sur le front le 1er octobre 1915 pour être à nouveau blessé à la jambe par un shrapnel quelques jours plus tard, ce qui lui vaut d'être promu officier de la Légion d'honneur. Encore convalescent au début de 1916, il ne marche qu'avec difficulté et la guerre semble terminée pour lui. C'est alors que le ministre de la Guerre annonce que les officiers qui ne peuvent pas servir en première ligne du fait de leurs blessures peuvent être nommés au commandement de forteresses. S'étant porté volontaire, le commandant Raynal demande à servir à Verdun où les Allemands viennent de lancer leur offensive.
Le commandant Raynal prend son poste le 24 mai 1916 ; à ce moment, les fantassins français s'accrochent à une ligne de tranchées situées devant le fort de Vaux mais uniquement pour éviter un assaut surprise de nuit car, de jour, la position est intenable. Le fort lui-même est tenu par une garnison d'environ 250 hommes constituée par :
- la 6e compagnie du 142e régiment d'infanterie[4] ;
- la 3e compagnie de mitrailleurs du 142e régiment d'infanterie[4] ;
- un détachement du 5e régiment d'artillerie à pied (34e batterie)[5] et du 6e régiment d'artillerie ;
- un détachement de sapeurs des 2e et 9e régiments du génie[3] ;
- un poste de secours du 101e régiment d'infanterie[3].

À partir du 2 juin, d'autres soldats, chassés de leurs positions par l'offensive allemande, se réfugient dans le fort :
- la 3e compagnie de mitrailleurs du 53e régiment d'infanterie[4] que le commandant Raynal conserve dans le fort, avec l'accord de son colonel[SER 1], a rejoint le fort dans la journée du 1er juin[4] ;
- des éléments du 142e régiment d'infanterie[4], appartenant aux 5e[6], 7e[4],[6] et 8e[4],[6] compagnies[SER 2] ; la 7e compagnie, affectée en première ligne, a rejoint le fort dans la nuit du  1er au 2 juin[4] ;
- des éléments du 101e régiment d'infanterie, revenus de l’étang de Vaux dans l'après-midi du 1er juin et qui « n'étaient plus en état de faire des combattants »[4] ;

Lorsque le fort de Vaux est finalement encerclé, le 2 juin, le commandant Raynal a, avec lui, plus de 500 hommes, quatre pigeons voyageurs et un cocker répondant au nom de Quiqui qui appartient à l'un des sapeurs. Il n'y a pas beaucoup de vivres mais l'approvisionnement en eau est en principe assuré grâce à une citerne de 5 000 litres.

### L’attaque allemande
Le fort de Douaumont ayant été pris rapidement — dès le 25 février 1916, soit quatre jours après le début de l'offensive allemande sur Verdun — les Allemands concentrent leurs forces pour parvenir à créer une brèche décisive qui leur permettrait de marcher sur la ville de Verdun. Cependant toutes leurs offensives sont stoppées par une armée française qui connaît l'importance de garder cette place forte stratégique et lutte avec acharnement : à l'ouest ils sont contenus au Mort-Homme et ne parviennent pas à prendre la cote 304, à l'est ils s'enlisent du côté du village de Fleury-devant-Douaumont — qui change de mains seize fois durant la bataille — car celui-ci est sous le feu des forts de Souville et de Vaux. Ainsi, les forces allemandes décident de s'emparer dans les plus brefs délais du fort de Vaux qui représente un objectif primordial. Elles se donnent les moyens d'y parvenir en concentrant un maximum de troupes d'infanterie sur la rive droite de la Meuse, si bien que la veille de l'assaut elles se retrouvent dans des proportions de quatre contre un sur un front de six kilomètres. De plus, leur supériorité dans le domaine de l'artillerie est écrasante.
Le 1er juin, sous le couvert d'un feu très intense, quatre compagnies du 39e régiment allemand progressent vers l'ouvrage fortifié. Les Français se retranchent dans les coffres de contre-escarpe et une âpre lutte s'engage dans les fossés du fort. Le 2 juin, dans le coffre double situé au nord, les Allemands utilisent des lance-flammes à travers les créneaux, forçant les soldats français à se replier vers la caserne, tandis qu'au nord-est, à la suite de très violents combats au corps à corps, les Allemands parviennent à s'emparer du coffre simple et à pénétrer dans les galeries de liaison souterraines. Aussitôt, les défenseurs s'organisent et construisent des barrages de fortune avec tout ce qui leur tombe sous la main. Le chaos s'installe rapidement du fait de l'étroitesse des galeries (1,70 m en hauteur sur 1,20 m de large) qui empêche de manœuvrer correctement mais également à cause de l'obscurité. On se bat à la grenade, au lance-flammes, à la baïonnette ou encore à la pelle de tranchée. Plus de 600 Français s'entassent dans la caserne souterraine. La chaleur devient étouffante ; la situation qui est déjà très préoccupante devient catastrophique lorsque les citernes d'eau sont percées par des explosions souterraines. Dès lors, la soif tenaille les défenseurs du fort. Les 4 et 6 juin, les Allemands attaquent par la gaine ouest à partir du coffre de contre-escarpe simple (nord-est) et parviennent à repousser les défenseurs dans les tréfonds des tunnels mais n'arrivent cependant pas à s'emparer définitivement du bastion. Certains soldats français parviennent à s'échapper par une ouverture dans le béton mais la plupart des défenseurs poursuivent la résistance. Le 6 juin, une expédition de secours est finalement montée par les Français mais elle est très rapidement anéantie et les soldats assiégés comprennent qu'ils ne peuvent plus compter que sur eux-mêmes. Finalement, le 7 juin à 6 h 30, c'est un groupe de 250 survivants éreintés, meurtris, assoiffés et à bout de forces qui finit par déposer les armes, au terme de six jours de combats effroyables. Les honneurs militaires leur sont rendus par leurs ennemis pour leur résistance héroïque.

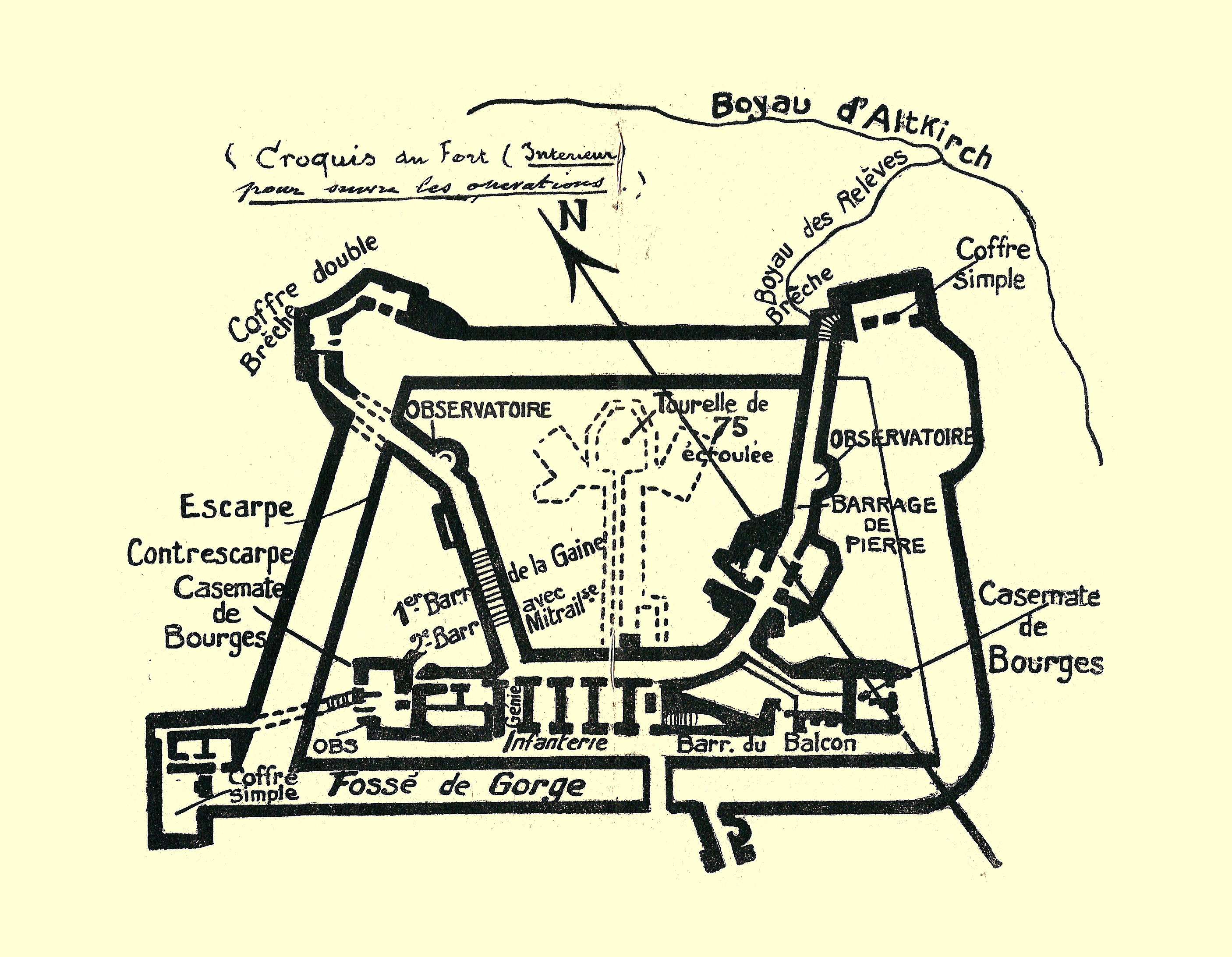
Plan du fort dressé par le commandant Raynal.
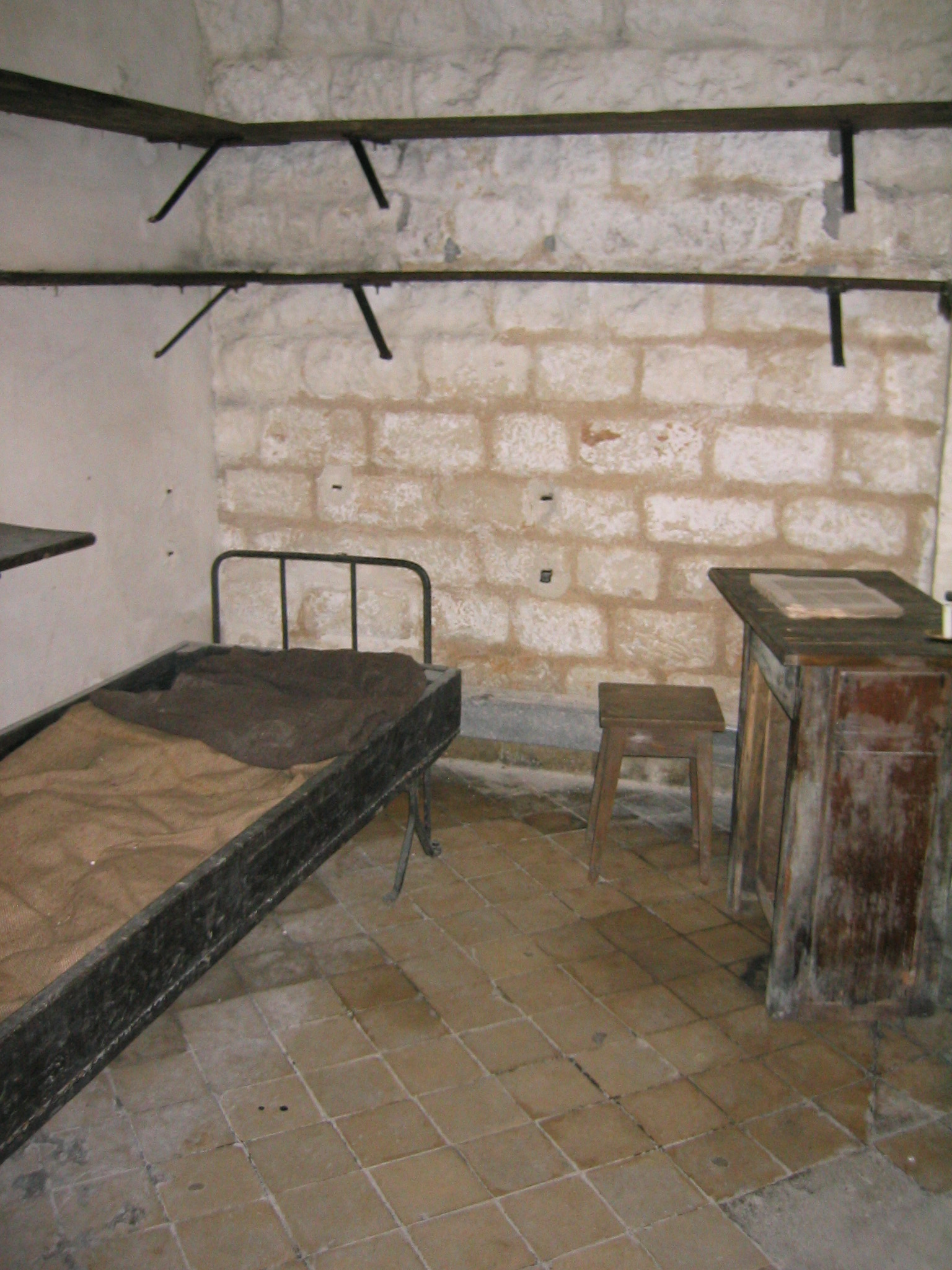
La chambre du commandant Raynal.
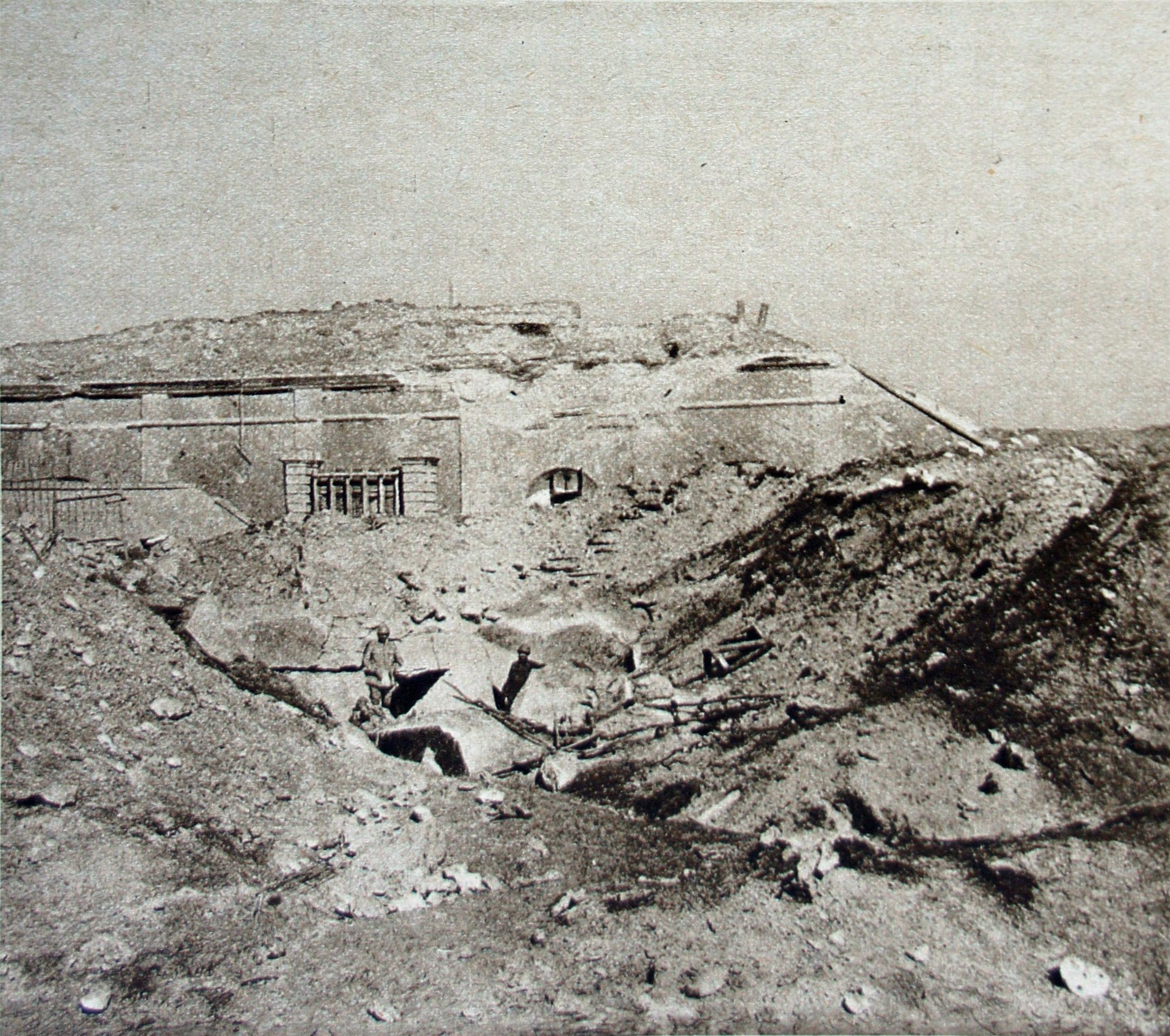
Le fort en mars 1916.
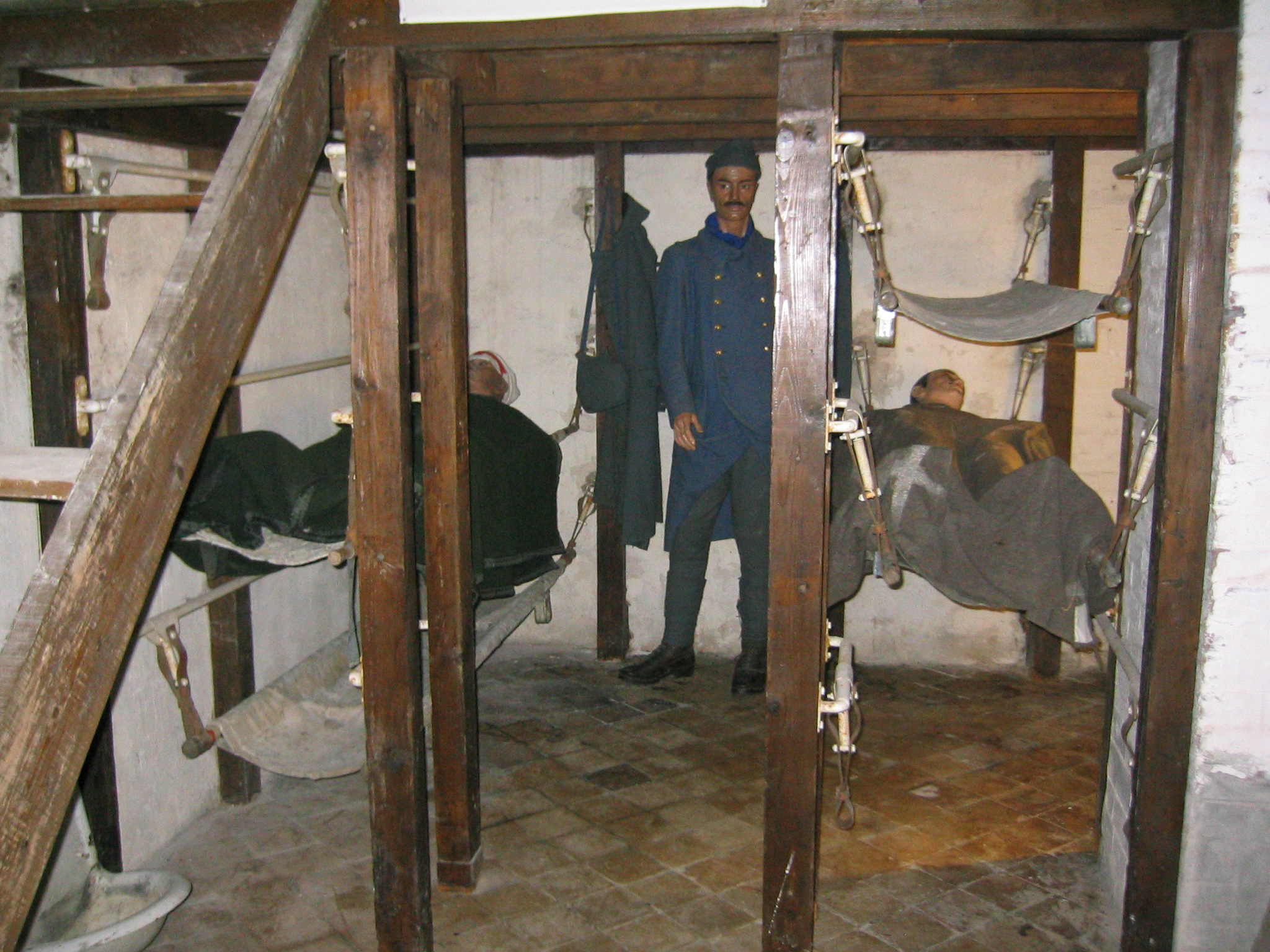
L'infirmerie du fort.

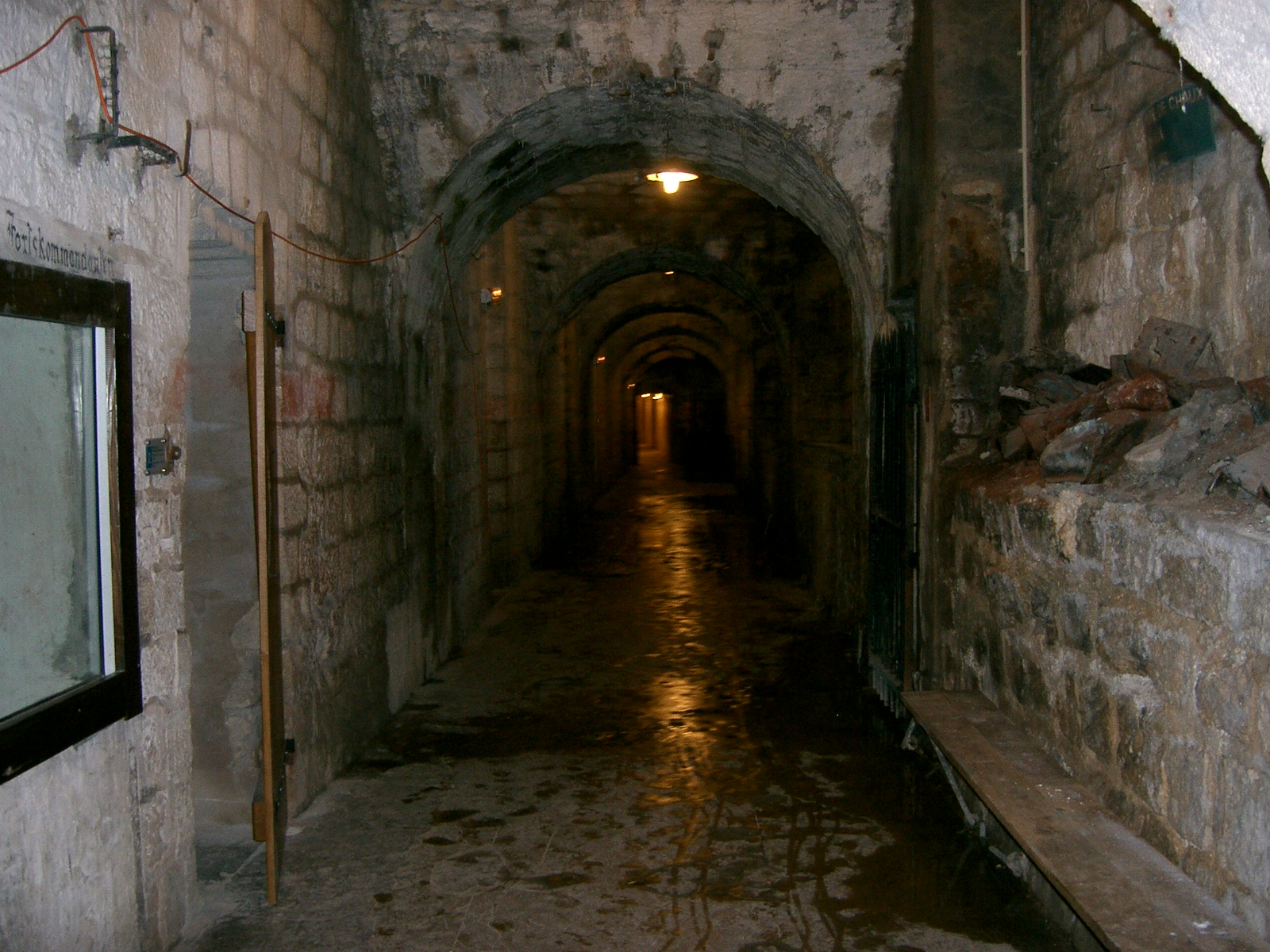
Galerie du fort de Vaux.
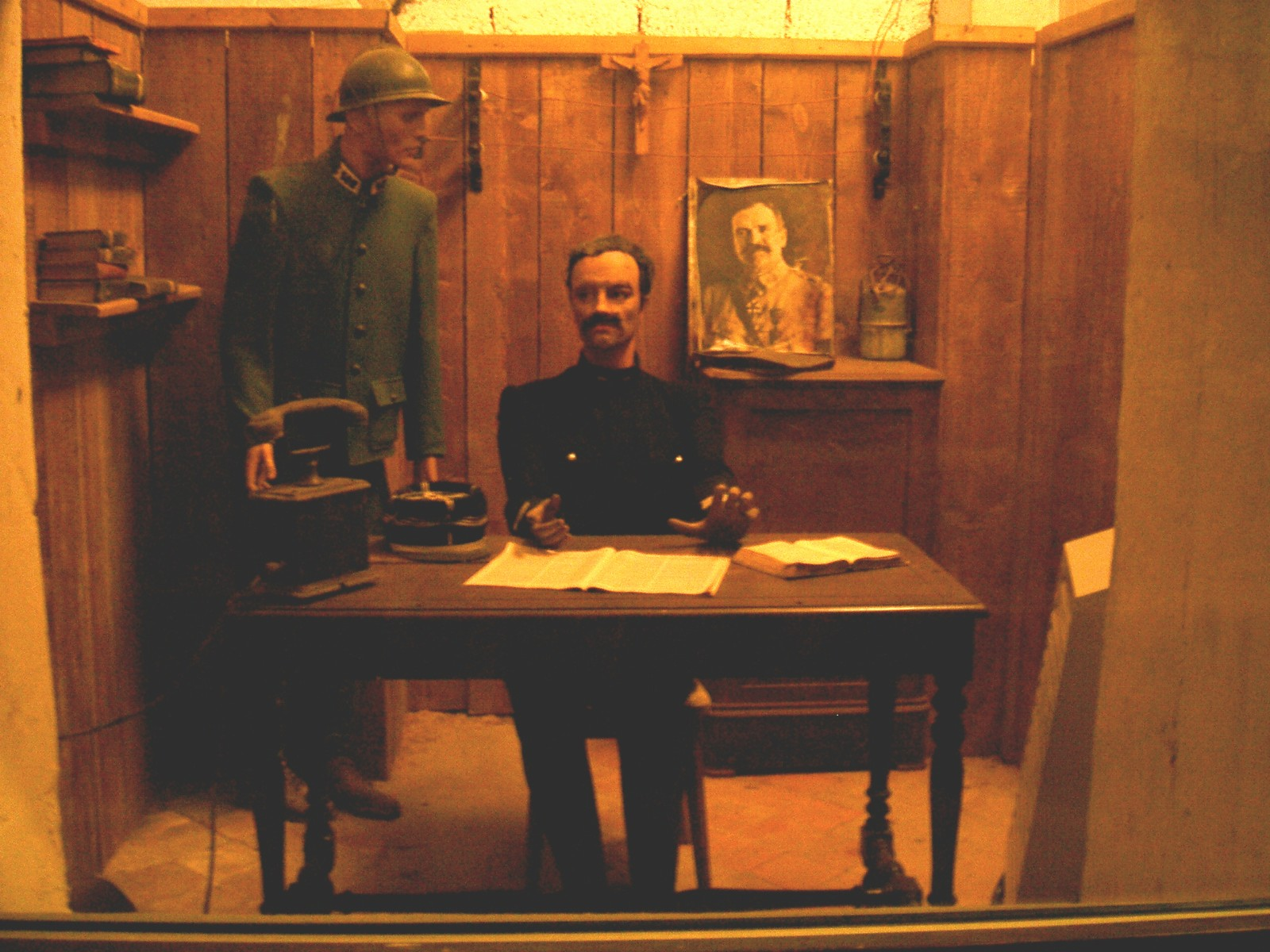
Reconstitution du poste de commandement du commandant Raynal dans le fort de Vaux.
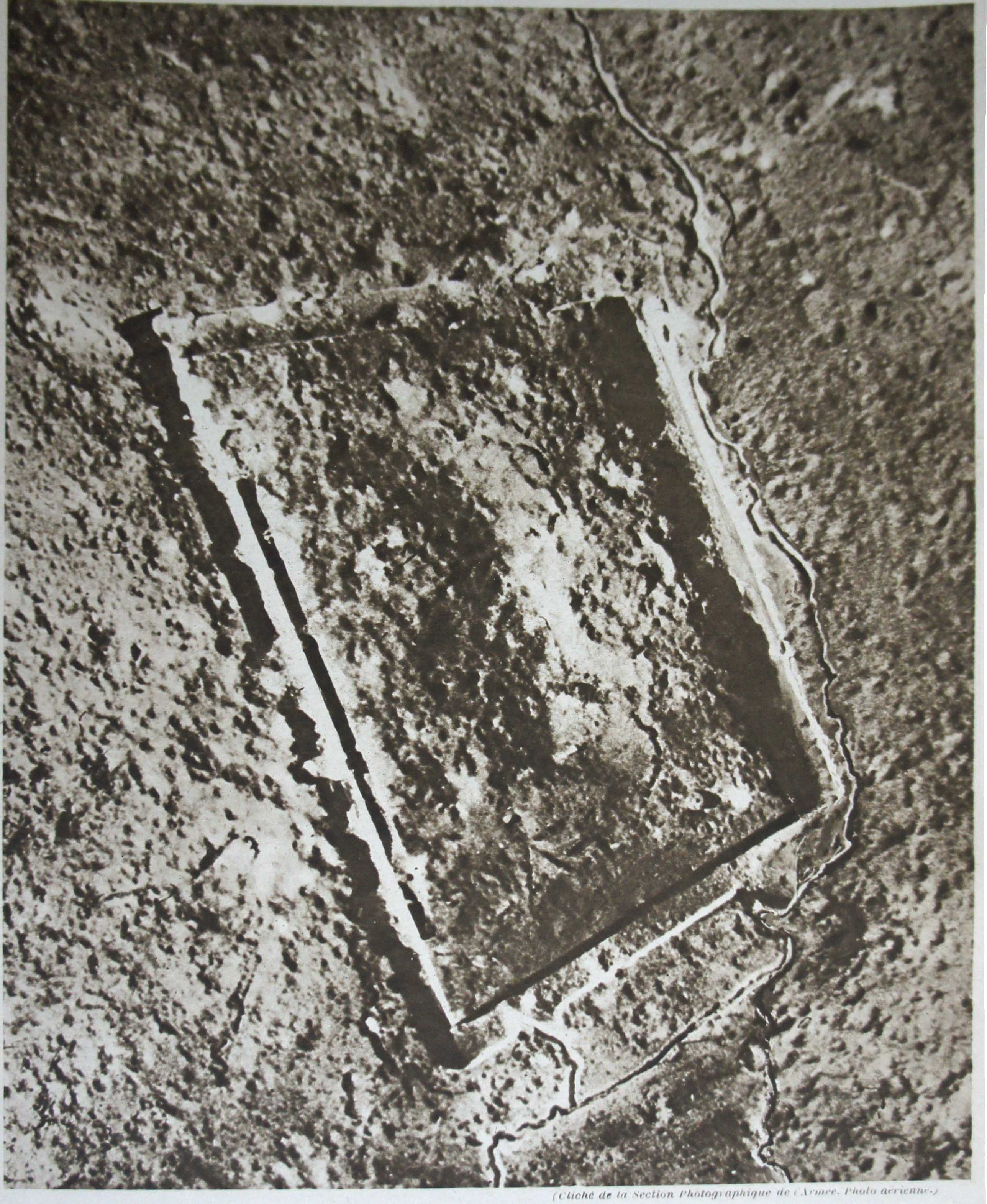
Cliché aérien du fort de Vaux en 1916.

### Reddition
Le 7 juin 1916 à 6 h 30 du matin, Raynal remet la reddition du fort de Vaux. Attaqués depuis des jours aux lance-flammes, épuisés, blessés, assoiffés, ce sont de véritables fantômes à qui les Allemands rendent les honneurs[réf. nécessaire]. Néanmoins, d'après l'historien Michaël Bourlet, les sources allemandes ne mentionnent pas ce fait.
Raynal et ses hommes partent en captivité. Le commandant est conduit au quartier général du Kronprinz où on le complimente pour sa vaillante résistance. Le Kronprinz, n'ayant pas pu faire retrouver le sabre du commandant Raynal — qu'il n'avait en fait pas lors de sa reddition : étant blessé il l'avait simplement laissé chez lui pour ne pas être gêné avec sa canne — lui remet d'abord un poignard de pionnier allemand en signe de respect et 10 min plus tard, il lui remet une épée d'officier français.

## Tentative de reprise du fort (8-17 juin 1916)
Le lendemain, le général Nivelle dilapide en pure perte la vie de ses hommes du 2e zouaves et du régiment d'infanterie coloniale du Maroc dans une vaine tentative pour reprendre le fort, tentative menée en dépit des avis de son état-major. À peine les troupes ont-elles gagné leur position de départ, sous une pluie battante qui remplit d'eau les trous d'obus, qu'elles se retrouvent sous le feu des obusiers de 210 mm ; ce barrage préliminaire précède la contre-attaque de la 50e division allemande. Une poignée de soldats parvient à atteindre le fossé du fort et à jeter quelques grenades avant d'être fauchés par les mitrailleuses qui tirent depuis les superstructures du fort. Après dix jours de combats terribles, le 2e zouaves est relevé le 17 juin après avoir perdu 19 officiers et 846 hommes dans cette attaque,.

## Reprise du fort par l'armée française
À la suite de l'offensive de grande envergure planifiée en septembre par le général Mangin, pour reprendre le secteur Douaumont-Vaux et ses deux forts, après 10 jours de combats et de bombardements, le fort de Vaux est évacué par les Allemands. Dans la nuit du 2 au 3 novembre 1916 deux patrouilles du 118e régiment d'infanterie sont envoyées pour vérifier : adjudant Lelay, direction corne ouest du fort et sergent Cheylan direction corne sud du fort. Elles arrivent sans incident dans les fossés du fort ; sur renseignements reçu de ces patrouilles, la 3e compagnie du 118e se porte en avant sur le fort de Vaux. Le sergent Cheylan trouve, à droite de la porte d'entrée, à la gorge du fort, un éboulement qui permet au capitaine Fouache, au lieutenant Mathelier et à une dizaine d'hommes du 118e d'escalader le fort. Ils parcourent la superstructure, notamment vers la tourelle de 75, sans trouver d'issue. En revenant près de l'éboulement qui leur avait permis l'escalade, le capitaine Fouache tombe du haut du fort dans le fossé et se contusionne gravement. Le lieutenant Mathelier, continuant les recherches, trouve près de la porte de la gorge un trou bouché par des sacs de terre. Il est ouvert à coups de pioche et le détachement du 118e pénètre dans le fort par ce trou. Le détachement du 298e y pénètre également. Le lieutenant Mathelier, continuant sa progression, pousse sa compagnie à l'extérieur dans les fossés nord-est du fort. Il envoie des patrouilles en avant du fort et assure toute la journée sa surveillance. Vers 3 heures, l’avis de l'occupation du fort parvient à Vaux-Régnier au poste de commandement du colonel du 118e RI.
Fort de ces succès, le 15 décembre 1916, les troupes françaises arrivent à pousser leur offensive encore un peu plus, jusqu'au village de Bezonvaux marquant la fin de la 1re bataille de Verdun.
Le fort est alors réaménagé en observatoire et réarmé de mitrailleuses. D'importants travaux de remise en état sont entrepris durant l'année 1917 : on aménage des casemates, on creuse un puits à eau et près de 1 500 mètres de galeries souterraines profondes permettant, d'une part, de mettre les occupants à l'abri des bombardements de gros calibre et servant, d'autre part, de communications protégées entre les principaux points de défense du fort. On installe également l'électricité destinée à l'éclairage et à la ventilation des locaux souterrains.

## Tourisme
En 2017, 61 358 personnes ont visité le fort de Vaux, un effet du centenaire, à comparer aux 40 808 visiteurs de l'année 2013.